# Göteborgs högskola
Göteborgs högskola var en högskola i Göteborg och en av föregångarna till Göteborgs universitet. Högskolans stadgar antogs 20 december 1888, stadfästes av Kungl. Maj:t 5 april 1889 och högskolan invigdes 15 september 1891. Göteborgs universitet uppstod 1 oktober 1954 då Göteborgs högskola sammanslogs med Göteborgs medicinska högskola.

## Historia

### Bakgrund
De första planerna på en högskola i Göteborg kan spåras till mitten av 1600-talet, kopplade till metoden att använda undervisning i arbetet med försvenskandet av de nyerövrade danska provinserna. Detta spelade en stor roll vid tillkomsten av "Götheborgs Kongl. Gymnasium" 27 mars 1647. Vid ett ständernas utskottsmöte i Göteborg 2 april 1658 framfördes tanken på att för ändamålet grunda ett nytt universitet, dess tänkta placering skiftade mellan Göteborg, Linköping och Lund. I Karl X Gustavs plan att erövra Danmark ingick dessutom att Köpenhamns universitet skulle flyttas till Göteborg. Dessa planer gick dock i stöpet av olika skäl och det blev i stället Lund, som 1666 fick det nya universitetet för "Göta rike". Tanken på ett universitet har troligtvis en andel i tillkomsten av Margareta Hvitfeldts stora donation i testamentet från 1664, till förmån för "Hans Maj:ts akademi eller gymnasium i Göteborg och den studerande ungdomen av Bohuslän". 

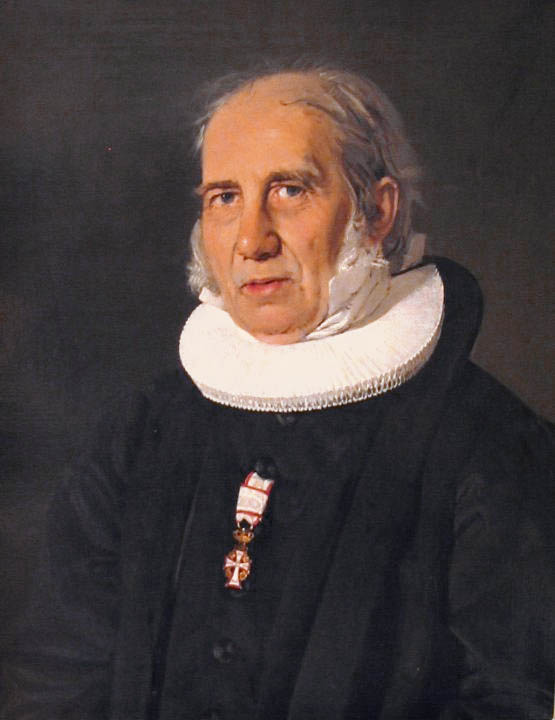
Nikolaj Frederik Severin Grundtvig framförde redan 1839 tanken på en högskola i Göteborg.

Den danske bildningsideologen Nikolaj Frederik Severin Grundtvig anses vara folkhögskolans grundare. Han ville redan 1839 skapa en fri nordisk högskola, helst placerad i Göteborg, "i närheten av den ö, där Nordens konungar fordom möttes och rådslogo om Nordens tarv och gemensamma behov" (läs: Kungälv). Grundtvig ville ersätta de gamla, föråldrade och försoffade nordiska universiteten med seminarier för utbildning av ämbetsmän, folkhögskolor för allmänheten och ett för hela Norden gemensamt universitet av en helt ny typ. Studierna skulle vara tillgängliga för alla, som önskade få fördjupade kunskaper inom olika områden, utan krav på examina. Denna tanke vann gehör hos Peter Wieselgren, och han tog med sig den till Göteborg 1857 då han lämnade Skåne för att bli domprost i staden. 
Livet i Göteborg hade länge präglats av en liberal kulturpolitik och diskussionerna kring behovet av en högre utbildningsanstalt i staden blev allt intensivare. Kungliga Vetenskaps- och Vitterhets-Samhället i Göteborg inledde en offentlig föreläsningsverksamhet 1842, mer regelbundet från 1858, som var tillgänglig för alla som önskade. Föreläsningarnas syfte var "att väcka intresse för vetenskapliga ämnen och höja allmänhetens kunskapsnivå". KVVS ordförande, domprosten Wieselgren, uttryckte sin förhoppning vid en sammankomst den 23 mars,  att få "i den allmänna bildningens och vetenskapens intresse se nya akademier uppväxa, särdeles på denna ort". Föreläsningarna i dess dåvarande form pågick till 1864 och anses ha varit både framgångsrika och välbesökta, och fick karaktären av en fast institution. År 1864 tillsattes en kommitté som hade till uppgift att bättre organisera samt utvidga föreläsningsverksamhet, samtidigt som planerna på en "fri akademi" tog fart. Från starten och fram till 1858 var det professor Carl Palmstedt, Chalmersska slöjdskolans föreståndare, som ensam fick ansvara för den verksamheten, vilket anses ha varit huvudskälet till omorganisationen 1858. 
Den legendariske göteborgsprofilen S.A. Hedlund var initiativtagare till både föreläsningsverksamheten samt grundandet av Göteborgs museum. Han hade en nyckelroll inom Göteborgs kulturliv samt fick avgörande betydelse för skapandet av Göteborgs högskola. Med sin liberala uppfattning reagerade han mot universiteten i Uppsala och Lund som hade examenstvång samt fasta lärostolar. Han föreslog istället bildandet av en fri akademi, där "läroämnen inte var givna på förhand utan beroende av tillgång på bra lärare och ämnets aktuella betydelse". Som en konsekvens bildades en föreläsningsstyrelse som hade till uppgift "att överenskomma med lämpliga personer inom och utom Göteborg att mot beviljat arvode hålla föredrag i sammanhängande serier, dels populära dels vetenskapliga". Göteborgs undervisningsfond bildades 1871 genom beslut i stadsfullmäktige och på förslag av juris kandidat Aron Philipsson. Syftet var att skapa ett stabilare underlag för föreläsningsverksamheten. Medlen, 35 000 kronor, togs ur den "Renströmska fonden". Önskemål om en högre undervisningsanstalt i Göteborg hade även Sigfrid Wieselgren, som i en artikel i Göteborgs Handels- och Sjöfartstidning den 29 november 1871 förordade "upprättandet fakultetsvis af ett universitet."
Konsekvensen blev att från 1876 kunde föreläsarna nu ersättas med en anställning under ett år eller längre tid. Under åren 1876–1891 förekom ett tjugotal föreläsare, bland dem flera vetenskapsmän, där Viktor Rydberg, "de liberala idéernas förkämpe", var först ut under åtta terminer 1876–1880. Genom detta var grunden lagd till Göteborgs fria akademi, vilken samtidigt uppfattades som "embryot till en högskola". Ett tal i Kungliga Vetenskaps- och Vitterhetssamhället i Göteborg av Charles Dickson den 24 januari 1878 om "Göteborgs fria universitet", bara förstärkte behovet.

### Donationerna
Genom de offentliga föreläsningar och debatten i pressen hade beslutet om en högskola förberetts i årtionden. Två donationer till en högre undervisningsanstalt eller högskola gav anledning till, att högskoleidéns främste ivrare, S.A. Hedlund, den 5 februari 1885 föreslog Göteborgs stadsfullmäktige, att frågan skulle utredas. Medförfattare var August Wijkander, Philip Leman, August Ullen, E. Almqvist och Joseph Andrén. Man krävde att stadsfullmäktige skulle "gå i författning om åtgärder för bringande till snar verkställighet av de vackra ändamål, som framlidne Eduard Magnus och Fredrik Lundgren velat med sina donationer till Göteborgs stad främja".
Donatorerna var snusfabrikören Fredrik Lundgren, 27 mars 1872 med 400 000 riksdaler riksmynt (först tillgängliga vid donatorns död 1880), bestämd "till grundfond för en högre undervisningsanstalt eller högskola", grosshandlare Eduard Magnus, 8 december 1877 med 200 000 kronor (tillgängligt 1879), "att utgöra bidrag för inrättandet här i staden af en högre läroanstalt med syfte att ersätta bristen af ett universitet."
Bland dessa gick meningarna åt två skilda riktningar, av vilka ingendera ville upprätta ett universitet eller en fakultet med examensväsen. Företrädarna för den ena riktningen föreslog en fri högskola, vars direkta undervisning skulle anknyta sig till i staden redan befintliga institutioner; den andra riktningen åter föreslog en handelsakademi. 
Frågan fick ny aktualitet genom en donation – under namnet "David Carnegies donationsfond till Göteborgs Högskola" – från David Carnegie, då boende i Skottland, den 19 maj 1887 med villkor, att en högskola skulle inrättas med fasta lärostolar i någon vetenskaplig huvudgrupp, helst filosofiska fakulteten. Carnegie förklarade sig villig att till Göteborgs stad, inom sex månader efter det att stadsfullmäktige fattat beslut, överlämna ett belopp av 500 000 kronor, under förutsättning att fullmäktige innan 1887 års utgång beslutade om att använda de Lundgrenska och Magnusska donationerna, med vissa förbehåll.

### Högskolan bildas
Den 10 november 1887 beslutade stadsfullmäktige att de dittillsvarande fonderna, inklusive de 35 000 kronor som återstod av "Göteborgs Undervisningsfond", skulle anvisas till en högskola, vilket med ränta till 1 juli 1889 gav 1 495 138 kronor. Fonderna skulle ställas under drätselkammarens förvaltning och under sina egna namn i stadens räkenskaper bokföras under egen rubrik: "Göteborgs högskolas fonder". En interimsstyrelse tillsattes, som föreslog att högskolan först skulle öppnas då dess fonder avkastade minst 60 000 kronor. Detta blev snart verklighet då ytterligare donationer kom till: Oscar Ekmans donationsfond till Göteborgs högskola 24 december 1888 med 200 000 kronor, samme donator ger 15 maj 1897 100 000 kronor, den 16 maj 1898 ytterligare 200 000 kronor och därefter 2 december 1903 överlämnar Ekman 40 000 kronor "afsedd såsom bidrag till upprättande af en ny professur i klassiska språk". 
Andra större donationer gavs av Olof och Caroline Wijk med 100 000 kronor den 15 maj 1896 och med 150 000 kronor 7 oktober 1901; August Röhss och Andrew Carnegie med 10 000 pund till upprättandet av en professur under namnet "Andrew Carnegies professur i engelska språket och litteraturen" vilken skulle tillträdas i januari 1905; varjämte donationer gavs av James Carnegie med 50 000 kronor den 16 maj 1898; Aron Philipsson med 10 000 kronor den 6 juli 1894; Ivar Wærns sterbhus donationsfond med 200 000 kronor den 27 augusti 1917 och Erik Wijk med 10 000 kronor den 1 mars 1909, med flera.
Det var först vid tiden kring första världskriget som Göteborgs stad fick möjlighet att ekonomiskt stödja verksamheten vid högskolan, innan dess hade alla pengar kommit från donationsmedel. Men i formellt avseende och gällande innehållet i verksamheten blev högskolan offentlig och statlig, då statuterna fastställdes av Kungl. Maj:t, som också utsåg styrelsens ordförande och en av revisorerna. Det var länge kungen som stadfäste styrelsens utnämningar av professorer. Examensrätten innebar främst att högskolan infogades i det statliga utbildningssystemet, och underkastades därmed universitetskanslern i alla frågor om examinatorer, studieplaner, dispenser och så vidare.

### Högskolan öppnas
Högskolans första lärare utnämndes 1890, och 15 september 1891 öppnades högskolan av dåvarande ecklesiastikministern Gunnar Wennerberg. Vid lärarebordet fanns då sju professorer samt tre docenter, såsom lärare för 21 inskrivna studenter. Samtliga professorer var verksamma inom de till filosofiska fakultetens humanistiska sektion hörande ämnena. Lärarelönen var initialt 5 000 kronor per år. Pontus Leander skrevs in som den allra första studenten, han skulle senare bli professor i semitiska språk vid högskolan. För inträde vid högskolan krävdes studentexamen. Inskrivningsavgiften var 10 kronor och terminsavgiften 5 kronor. Sjutton män och fem kvinnor hörsammade kallelsen i skolans prospekt: "Välfräjdad man eller kvinna, som avlagt stadgad mogenhetsexamen och betalar föreskrifna avgifter, eger vinna inträde som studerande till Högskolan."
Enligt statuterna avsåg högskolan att meddela vetenskaplig undervisning och befordra vetenskaplig forskning: dess styrelse bestod av en av Kungl. Maj:t utsedd ordförande, 7 valda ledamöter (utsedda 4 av Göteborgs stadsfullmäktige, 1 av Vetenskaps- och vitterhetssamhället, 1 av Göteborgs museums styrelse, 1 av de högre läroverkens förenade kollegier) och högskolans rektor; dess lärare var dels ordinarie professorer, vilkas utnämning stadfästes av Kungl. Maj:t, dels docenter, som förordnades av styrelsen, men vilkas förordnande (enligt senare bestämmelse) stadfästes av universitetens kansler. De ordinarie professorerna samt de, som på förordnande upprätthöll professorsämbeten, utgjorde högskolans lärarråd.
I juni 1893 beviljades högskolan examensrätt, och fick därpå disputationsrätt för doktorsgraden.  Studenternas antal var efter det första läsåret omkring 30, 1895 var de 35 samt 13 auskultanter och 1897 fanns 44 elever inskrivna. Lärarepersonalen bestod 1897 av sju professorer, sex docenter och två lärare i "levande språk". Den 6 juni 1903 ägde den första doktorspromotionen rum, då fyra doktorer kreerades: Adolf Wallerius, Carl Grimberg, Hjalmar Heden och Knut Fredlund.
Den 16 september 1916 firades Göteborgs Högskola sitt 25-årsjubileum, då också Oscar Ekmans arvingar donerade 100 000 kronor till en ny stipendiefond. Per Hallström och Wilhelm Stenhammar blev denna dag till hedersdoktorer.  
Det sammanlagda beloppet av högskolans fonder som stod under drätselkammarens förvaltning utgjorde vid 1921 års slut 5,75 miljoner kronor. Dessutom hade högskolan under egen förvaltning 90 359 kronor.
Högskolans årsskrift gavs ut årligen från 1895, och där "finner man vittnesbörd om lärarnes vetenskapliga arbete, varjämte mera framstående lärjungars gradualdisputationer där publiceras. Där intages även en redogörelse för verksamheten vid Högskolan under det gångna läsåret". Utgivandet av årsskriften bekostades med avkastningen på 30 000 kronor genom Göteborgs Högskolas Gustaf-Adolfs-fond, vars donation gjordes av Olof Wijk och Oscar Ekman 9 december 1894.
Högskolans populärvetenskapliga föreläsningar utgavs i två serier om 20 och 25 band, Populärt vetenskapliga föreläsningar vid Göteborgs högskola, det sista 1936. Det var Oscar Ekman som bidrog till seriens utgivande med en fond på 10 000 kronor. Fonden kallades "Göteborgs högskolas 6:e juni-fond", och var till minne av högskolans första promotion.
Den 10 oktober 1941 firade högskolan sitt 50-årsjubileum. Åtta hedersdoktorer och tolv filosofie doktorer promoverades. Högskolan fick samtidigt motta flera donationer.

### Rektorskedjan
År 1941 fick högskolan den rektorskedja av staden Göteborg, vilket initierades år 1916. Skälet till dröjsmålet var att man trodde Uppsala universitet och Lunds universitet skulle misstycka att rektorn vid den privata högskolan, fick samma symbol som rektorerna vid statsuniversiteten. Men detta år fick alltså rektor Curt Weibull - i samband med halvsekeljubileet - kedjan runt halsen av Ernst Jungen, stadsfullmäktiges ordförande.

## Byggnaderna

Schillerska skolan, Göteborgs högskolas första residens.

Skolan började sin verksamhet i det år 1866 (6 november) invigda Realgymnasiet, senare Schillerska skolan vid hörnet av Nya Allén och Kungsportsavenyn, mitt emot Dicksonska palatset. Skolan stiftades år 1845 av löjtnant Adolf Törnsten, dåvarande stadskatecheten J. A. Grevillius och privatläraren magister C. J. Meijerberg. Byggnaden exproprierades 1884 av Göteborgs stad och hyrdes ut till högskolan från 1891. Huset, som till en början kallades "Träslottet", uppfördes som ett provisorium och var ritat av arkitekten Johan August Westerberg. Det var ett delresultat av Sveriges första stadsplanetävling anordnad några år tidigare. Byggnaden inrymde under mer än ett sekel de mest skilda verksamheter såsom gymnasium, högskola, samlingslokaler för studentkåren, kristidskommissionen, bostadsförmedlingen samt sist även repetitions- och kanslilokaler för Stora teatern och konstgalleri. Byggnaden revs 1970.
Lokalerna i gamla Schillerska skolan visade sig snart vara undermåliga, och kritiken mot förhållande hamnade i tidningarna. Oscar Ekman skrev 2 november 1900 ett brev till högskolans dåvarande rektor Johan Vising och undrade vad minsta kostnaden kunde vara för uppförandet av en ny lokal till skolan. Arkitekt Hans Hedlund och Vising gjorde under ett par veckor en kalkyl som pekade på 450 000 kronor. Ekman tyckte summan var för hög, men redan 10 januari 1901 kunde högskolestyrelsens ordförande, landshövding Gustaf Lagerbring motta ett brev från generaldirektören för Kungl. fångvårdsstyrelsen Sigfrid Wieselgren där denne meddelade att konsul Ekman ställde det önskade beloppet till förfogande för att uppföra en byggnad åt Göteborgs högskola, med villkoret att staden upplät en lämplig tomt. Brevet löd:

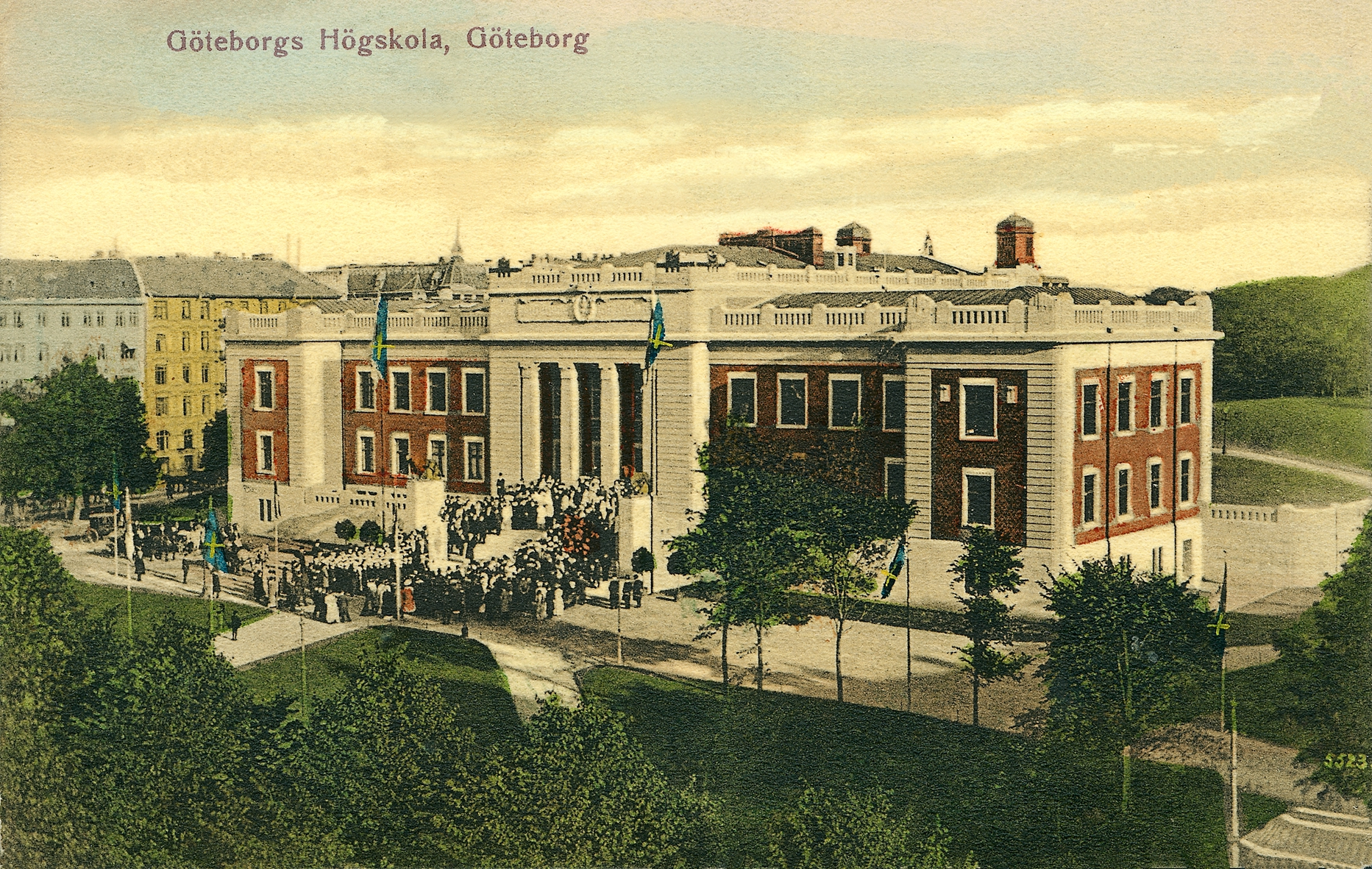
Den nya byggnaden som alltjämt är huvudbyggnad för Göteborgs universitet.

"Till Herr Ordföranden i Styrelsen för Göteborgs Högskola, Landshöfdingen m. m. Friherre Gustaf Lagerbring.

Då Herr Konsul m. m. Oscar Ekman erfarit, att Styrelsen för Göteborgs Högskola icke utan bekymmer motser nödvändigheten af att inom kort söka anskaffa en för denna läroanstalt särskildt afsedd byggnad, derför dock ännu inga medel stå Styrelsen till buds, har han denna dag gifvit mig det högt skattade uppdraget att meddela Eder, det han, under förutsättning af att Stadsfullmäktige kostnadsfritt lemna en till läge, grund och andra betingelser för ändamålet lämplig tomt, som Styrelsen föreslås, är villig till Styrelsens förfogande i mån f behof ställa ett belopp af fyrahundrafemtio tusen kronor för att såmedelst sätta Styrelsen i tillfälle att snarast möjligt kunna åt Högskolan uppföra en byggnad, som motsvarar hennes behof och är hennes höga syfte värdig. Gifvaren önskar att man i denna hans gåfva ej må läsa blott ett bevis på hans gamla tillgifvenhet för fädernestaden och den djupa förpliktelse, i hvilken han känner sig stå till det samhälle, derinom han så länge verkat, utan ock en antydan om de varma förhoppningar han hyser med hänsyn till Högskolans fortsatta lyckliga utveckling. Att denna under det nu inträdda nya seklet och allt framgent må få ostörd fortgå under Guds beskydd och till växande gagn för samhälle och fosterland är den önskan, med hvilken den vördnadsvärda mecenaten ber mig framföra hans hjertliga hälsning till Eder, till Styrelsen, till Högskolans lärare och Studerande ungdom — till alla dem som nu representera den verksamhet, han så hjertligt önskar stödja och främja.

Med synnerlig högaktning Sigfrid Wieselgren. Stockholm den 9 jan. 1901."
Ytterligare 100 000 kronor krävdes för att kunna slutföra bygget, vilket Ekman gick med på strax innan sin död på våren 1907. Vad Ekman inte fick reda på var att sluträkningen den 9 mars 1908 hamnade på 640 070 kronor, vilket uteslutande Ekman och hans sterbhus svarade för.
Grundstenen till en nybyggnad lades 16 december 1904 och 18 september 1907 invigdes högskolans nya lokaler i Vasaparken av dåvarande kronprins Gustaf. Byggnaden är numera statligt byggnadsminne sedan 18 mars 1993.

## Styrelse, rektorslängd och lärarekår
Högskolans första styrelse bestod av:
- Ordförande – Gustaf Snoilsky, greve och landshövding i Göteborgs och Bohus län.
- Vice ordförande – grosshandlare Olof Wijk.
- Ledamöter – professor August Wijkander, professor Hjalmar Edgren, borgmästare Gustaf Svanberg, redaktör S.A. Hedlund, Anders Olof Heurlin, filosofie doktor Philip Leman och medicine doktor Robert Fries.[28]

Rektorslängd:
- Vårterminen 1891 – Axel Kock (1851–1935)
- 1891–93 – Hjalmar Edgren (1840–1903)
- 1893–99 – Johannes Paulson (1855–1918)
- 1899–1909 – Johan Vising (1855–1942)
- 1909–14 – Ludvig Stavenow (1864–1950)
- 1914–31 – Otto Sylwan (1864–1954)
- 1931–36 – Bernhard Karlgren (1889–1978)
- 1936–51 – Curt Weibull (1886–1991)
- 1951–66 Hjalmar Frisk (1900–84)[29]

Första lärarekåren:
- Hjalmar Edgren, rektor och filosofie doktor i germanska språk och sanskrit
- Olof August Danielsson, professor, filosofie doktor i klassiska språk
- Axel Kock, filosofie doktor i nordiska språk
- Johan Vising, filosofie doktor i romanska språk
- Karl Warburg, filosofie doktor i estetik, litteratur- och konsthistoria
- Ernst Carlson, filosofie doktor i historia och statskunskap[30]